# جون فريدريك جرام
جون فريدريك جرام هو كيميائي نرويجي، ولد في 14 أبريل 1868، وتوفي في 27 ديسمبر 1947.